# Tigré (região)
Tigré (Tigray) é uma das nove regiões da Etiópia. Seu nome é alusivo ao grupo étnico que compõe a maior parte de sua população - os tigrés.
A região faz fronteira com a Eritreia, ao norte; o Sudão, a oeste; a região de Amara, ao sul; e a região de Afar, a leste e sudeste.

## Guerra do Tigré
A Guerra do Tigré, também conhecida como Guerra Civil Etíope, é um conflito armado em andamento na região Tigré, desde 4 de novembro de 2020. Envolve o governo federal da Etiópia e o partido separatista Frente de Libertação do Povo Tigré (FLPT).
O conflito intensificou-se com a entrada de forças militares da vizinha Eritreia (em apoio ao governo federal etíope) que se contrapõem a grupos armados locais, como a Frente de Libertação Oromo, aliada da FLPT.
A guerra causou uma profunda alteração na região do Tigré, ocupada pelo exército federal etíope e por tropas estrangeiras que travam uma prolongada guerra de guerrilhas contra o FLPT. Organizações internacionais denunciam operações de limpeza étnica e a violência sexual generalizada contra a população tigré, além de uma crescente insegurança alimentar, o que tem ocasionado uma onda de refugiados internos e externos, principalmente em direção ao Sudão.
Estima-se que, nos últimos 16 meses, 500 000 pessoas tenham morrido de fome ou em consequência direta da violência da guerra na região.